# Крашово (Богородский район)
Крашово — деревня в Богородском районе Нижегородской области. Входит в состав Шапкинского сельсовета.
Деревня располагается на левом берегу реки Кудьмы.